# 目玉焼きの黄身 いつつぶす?
『目玉焼きの黄身 いつつぶす?』（めだまやきのきみ いつつぶす）は、おおひなたごうによる日本の漫画。エンターブレイン刊『コミックビーム』にて、2012年10月号から2019年5月号まで連載された。また、2014年8月に全4話でテレビアニメが連続放送された。2017年11月に実写テレビドラマ化された。
日常において自分が当たり前だったと思っていた食べ方が実はマイナーだったかもしれないという千差万別の食べ方をテーマにした異色グルメ漫画作品。おおひなた作品には極めて珍しく下ネタやパロディやブラックユーモアは少な目である。

## あらすじ
自宅で恋人のみふゆと初めて迎えた朝。二郎はみふゆの作った目玉焼きをいつものように黄身をつぶして醤油を垂らし、白身と絡めて美味しく食べていた。しかし、みふゆを見てみると黄身はつぶさずに白身だけを食べ、最後に残った黄身だけを口に入れていたのだ。二郎の口から出た言葉は「お前…バカか?」。
独り自宅に残された二郎は悩む。自分の食べ方が間違っていたのか? 自分の食べ方は「あたりまえ」ではなかったのか?
悩む二郎は友人や同僚に相談するが、さらに異なった食べ方を教えられ驚愕するのだった。そして、みふゆの食べ方を真似してみた二郎は黄身を潰さずに白身だけを食べることの難しさを知る。

## 登場人物
ジロちゃん / 田宮丸 二郎（たみやまる じろう）
声 - 福原耕平
本作品の主人公。通称「ジロちゃん」。仕事はゆるキャラのスーツアクター。人気キャラクター「どくフラワー」の担当だが緊張感の無さを理由に「ヒマりん」という別キャラクターの担当にされる。紆余曲折を経て「どくフラワー」の担当に戻る。
友人の笠原に自分を主役にした演劇への出演を請われ、カップ麺を食べる際のフタの処遇に悩みつつも、受諾。「どくフラワー」の担当を辞す。
一度はスーツアクターの仕事を離れ、舞台俳優の仕事をすることになるが、公演をやり遂げた後、自身に俳優としての実力がないことを痛感し、再び「どくフラワー」の担当に戻ることになる。
自分の慣れ親しんだ食べ方以外には否定から入ってしまうところがあり、すぐに感情的になってしまうことから、他人との衝突が起こることも多かった。自分自身でもその性格を「一歩間違えればサイコパス」と自身の問題を自覚している。
だからといって決して盲目的なワケではなく、ショックを受けつつも最終的には自身の理解できなかったことについても話を聞き入れ、受け入れるだけの度量はある。また、焼野原からは自分の苦手なものを克服しようとする力があるとも評価されている。
コミックス1巻の作者中書きに拠れば、モデルは『高原へいらっしゃい』のころの田宮二郎とのこと。
実家は秋田であり、両親の他、一郎という兄弟がいる。
長嶋 みふゆ（なかしま みふゆ）
声 - 白石涼子
本作品のヒロイン。二郎の恋人。髪型はショートカット。女性若手漫才コンビ「魑魅魍魎」の魍魎として活動。立ち位置は向かって右でボケ担当。「魑魅魍魎」はネタの完成度は高いがメリハリに欠けるため伸び悩んでいる。
食べ方の違いで二郎とたびたび衝突するが、二郎とみふゆが付き合うようになったのは苺ショートケーキの苺を食べるタイミングが同じ（最後まで取っておく）であり「この食べ方をする人ならば……」という思いからであった。
ピンでの女優として仕事の話が舞い込んだ矢先、相方である千夏が妊娠、さらには彼氏のエベレットと共に渡米することをきっかけにコンビを解消。女優としての道を進むこととなる。
家庭的で料理がうまい。
近藤 雄三（こんどう ゆうぞう）
声 - 松原大典
二郎の仕事先「フラワー企画」のイベントチームリーダー。風貌は細目の身体つきで大きめの黒い眼鏡を掛けたアフロヘア。一児の父親で、夫人（声 - 劉セイラ）と息子（声 - 長久友紀）がいる。
仕事に食べ方に悩む二郎に、的確なアドバイスを送ったり、二郎が悩んでいた食べ方とはまったく異なる第三の食べ方を提示したりする。
いつも何かに悩み迷っている二郎のよき相談相手であり、常に彼のことを気にかけているが、二郎の行動にあまりにも問題がある時には鉄拳制裁をくらわすこともある、優しくも厳しい上司。
以前は「どくフラワー」を担当していたが、年齢などを理由に二郎に役を譲っている。動きはまだまだ現役で通用するほどで、二郎が「どくフラワー」をやめた時には、一時的に代役をこなしている。
大貫（おおぬき）
声 - 荒井聡太
二郎の後輩スーツアクター。ガタイが広く、顔つきが優しめの風貌。何でもぐちゃぐちゃにかき混ぜて食べる「混ぜラー」。
「ヒマりん」の担当だが、住んでいたアパートが火事になった際に負傷のため入院。入院中は二郎が「ヒマりん」を担当した。
ハンバーグがメニューにあれば必ず選ぶほどのハンバーグ好きだったが、惚れていた女性に子供っぽいと言われたことをきっかけに、紆余曲折を経て様々なメニューに目を向けるようになる。
亜希（あき）
声 - 長久友紀
声優志望の若い女性。イベントの司会をしている。
靖雄（やすお）
声 - CR岡本物語
イベントチームの若手スーツアクター。一時期は次郎に代わって「どくフラワー」を担当していた。大貫の退院、復帰に合わせて登場した新キャラクターを担当している。
有名映画監督作品の主役オーディションに合格し、二郎より一足先にイベントチームから抜けることになった。
焼き鳥を串を刺したまま食べると顔が怖くなる。
千夏（ちなつ）
声 - 劉セイラ
みふゆの相方の若手女性芸人「魑魅魍魎」の魑魅。髪型はポニーテール。立ち位置は向かって左でツッコミ担当。なお、「魑魅魍魎」のキメ台詞は「カオス!」
彼氏はオハイオ州出身である米国人のエベレット（声 - CR岡本物語）。
彼の子を身籠ったことで、渡米することに。みふゆとのコンビを円満解消することになった。
服部 龍峰（はっとり りゅうほう）
高校時代からの二郎の親友。ワードバスケットの名手。近藤と同様に二郎にアドバイス、第三の食べ方を送る。
無精ひげを生やし、バンダナを付けたワイルドな風貌が特徴。見た目同様、食べ方も全体的にざっくばらんで、自宅で一人で食事をする時には食器を極力使わない食べ方をする。
餃子屋でアルバイトをしており、以前には別の店で働いていたこともある。
志岐 カオル（しき カオル）
二郎の初恋の相手でバツイチ。愛称、委員長。二郎がみふゆと破局している期間に再会。二郎からアプローチされるが振る。
貴金属店に勤めており、婚約指輪を求めに来た二郎と再会。指輪に指のサイズが存在することも知らなかった二郎にアドバイスを行う。
宮さん
コンビ芸人の片割れ。二郎と破局中のみふゆと急接近し、自宅にみふゆを招くまでになる。その自宅には台所用品が一切なく、湯沸しポットくらいしか置いていない。食そのものに興味がないとの答えにみふゆは目まいを覚えて倒れてしまう。
羅生門 竜彦（らしょうもん たつひこ）
「フラワー企画」社長。焼肉で白メシをドカ喰いするのが大好物だが、糖尿から脳梗塞を起こし、妻から「焼肉では白メシを食べない」と誓約書を書かされている。そのため、焼肉で白メシは邪道と言い放ち、これが好物の二郎を苦悩させることになる。
それ以降、二郎にとっては苦手な人物となるが、一方で白メシに対する愛情に関しては認めざるを得ないほど。
笠原 美治（かさはら よしはる）
二郎の友人。「焼き鳥 串から外す?」の回が初登場。おかっぱな髪型で鼻の上部がかなり長い風貌。
劇団を主催しており、二郎の体験談を元に自身で脚本を書いた「目玉焼きをどう食べる?」の演劇公演を企画。二郎に演劇での二郎役をオファーする。
焼野原 一面（やけのはら いちもく）
演劇「目玉焼きをどう食べる?」の演出担当。演技には厳しく、二郎の台詞「お前…バカか?」の言い回しに何度もダメ出しをし、一度は降板を言い渡した。
牛丼に生姜を山盛りにして食べる、ラーメンを食べるときはレンゲの上に小分けした麺や具を入れて一口で食べるなど、食事の仕方が他のキャラクターと比べても個性的。
黒野 ホルム（くろの ホルム）
若手人気イケメン俳優。みふゆとドラマで共演する。
どくフラワーにあこがれ、俳優事務所を辞めて、フラワー企画へ。
若月 メタ（わかつき メタ）
黒野のマネージャー。俳優を辞めてスーツアクターになろうとする黒野を翻意させようとする。通称「メタさん」。
枝豆の薄皮を剥いて食べるという点で、服部と気が合う。

## テーマ
1巻
- 目玉焼きの黄身 いつつぶす?
- とんかつのキャベツ いつ食べる?
- カレーのルー どうかける?
- ライス どうやって食べる?
- みかんの皮 どうやって剥く?
- 納豆 ご飯にいつかける?
- ちらし寿司にワサビ醤油かける?

2巻
- ショートケーキの苺 いつ食べる?
- つけ麺 なぜ食べる?
- 焼き鳥 串から外す?
- 卵かけご飯の生卵 いつかける?
- おにぎり どう食べる?

3巻
- パンと目玉焼き どうやって食べる?
- 立ち食いそばのかき揚げ どう食べる?
- スパゲッティにスプーン使う?
- パンケーキ どうやって切る?
- 焼き肉で白メシ食べる?

4巻
- 炒飯どうやってすくう?
- かき氷のシロップいつかける?
- もしかして食に興味ない?

5巻
- 握り寿司に醤油つける?
- 湯豆腐はおかずになる?
- バウムクーヘン 剥がして食べる?
- ハンバーグ いつまで食べる?
- カップ麺のフタ 全部取る?

6巻
- 牛丼に紅ショウガ入れる?
- サンマのハラワタ食べる?
- 餃子のタレどうしてる?
- レンゲでミニラーメン作る?
- JINROいつ飲む?

7巻
- いきなり調味料かける?
- 焼き鳥はタレ派? 塩派?
- ハンバーガー上手く食べられる?
- ソフトクリームなめる? かむ?

8巻
- コーヒーに砂糖 入れる?
- 最後の一個 いつ食べる?
- 枝豆の薄皮 食べる?
- クリームシチューは おかずになる?

9巻
- 生ビールと缶ビール どっち飲む?
- オムライス どこから食べる?
- 食器の配置 どうしてる?

10巻
- お箸 どうやって持つ?
- 口内調味 する? しない?

11巻
- 口内調味 する? しない?
- 月見そばの生卵 いつつぶす?
- 青森のすじこ 何が違う?
- 「一口ちょうだい」アリ? ナシ?

12巻
- 料理にパイナップル 許せる?
- 握り寿司 箸で食べる?手で食べる?
- 手で食べることに意味はある?
- 披露宴の料理 なににする?
- 目玉焼きの黄身 いつつぶす?

## 書誌情報
- おおひなたごう『目玉焼きの黄身 いつつぶす?』 エンターブレイン[1]〈ビームコミックス〉、全12巻
  1. 2013年5月30日発売、ISBN 978-4-04-728910-9
  2. 2014年1月25日発売、ISBN 978-4-04-729336-6
  3. 2014年7月25日発売、ISBN 978-4-04-729771-5
  4. 2015年1月24日発売、ISBN 978-4-04-730158-0
  5. 2015年7月25日発売、ISBN 978-4-04-730589-2
  6. 2015年12月25日発売、ISBN 978-4-04-730837-4
  7. 2016年7月25日発売、ISBN 978-4-04-734213-2
  8. 2017年2月25日発売、ISBN 978-4-04-734486-0
  9. 2017年8月25日発売、ISBN 978-4-04-734760-1
  10. 2018年3月12日発売、ISBN 978-4-04-735044-1
  11. 2018年10月12日発売、ISBN 978-4-04-735382-4
  12. 2019年5月11日発売、ISBN 978-4-04-735660-3

## アニメ
2014年8月5日よりNHK総合にて0時10分 - 45分に4夜連続放送されたFLASHアニメ。放送後にNHKオンデマンドで配信。監督は『やわらか戦車』や『ガッ活!』のラレコ。また、食堂やカフェなどを訪れる実写コーナーも放送、出演は ケンドーコバヤシ、壇蜜。

### スタッフ
- 原作 - おおひなたごう
- 脚本・アニメーション監督 - ラレコ
- 音響監督 - 千田耕平
- 音響効果 - 滝野ますみ
- 音楽 - 羽深由理、ラレコ
- アニメーションプロデューサー - 高山晃
- アニメーション製作担当 - 望月泰江
- プロデューサー - 鈴木喜久、藤田裕介
- 製作統括 - 柏木敦子、土橋圭介
- ディレクター - 金井昭夫
- アニメーション制作 - ファンワークス
- 制作協力 - ジーズ・コーポレーション
- 制作 - NHKエンタープライズ
- 制作・著作 - NHK

### 主題歌
テーマ音楽「二郎のバラード」
作詞・歌 - おおひなたごう / 作曲 - ラレコ
EDで使用。原作者自らが歌っており、歌詞は毎回変わる（6番までありOAは3バージョン）。

### 各話リスト
| 話数   | サブタイトル                                                |
| ------ | ----------------------------------------------------------- |
| 第一夜 | 目玉焼きの黄身 いつつぶす?とんかつのキャベツ いつ食べる?    |
| 第二夜 | カレーのルー どうかける?ライス どうやって食べる?            |
| 第三夜 | みかんの皮 どうやって剥く?納豆 ご飯にいつかける?            |
| 最終夜 | ちらし寿司にワサビ醤油かける?ショートケーキの苺 いつ食べる? |

### 映像商品
よしもとアール・アンド・シーよりDVD（YRBJ-10007）が2015年3月11日に発売された。

## テレビドラマ
2017年11月より毎日放送（MBSテレビ）の制作により、TBSをはじめとする同系列局の一部で放送の「ドラマイズム」にて放送された。主演は劇団EXILEの青柳翔。
テレビドラマとは別にインターネット動画配信サイト「GYAO!」でも前日譚となる♯0、後日譚となる3話が追加配信された。

### キャスト（テレビドラマ）
- 田宮丸二郎 - 青柳翔
- みふゆ（魑魅魍魎） - 成海璃子
- 近藤雄三 - 佐藤二朗
- 服部 - 大谷亮平
- リフレイン - 天野心楽
- 大貫 - 八木将康
- 亜希 - 武田玲奈
- 靖雄- 遠藤史也
- 千夏（魑魅魍魎） - 保紫萌香
- 宮さん - 平沼紀久
- 羅生門竜彦 - 山下真司（特別出演）

### スタッフ（テレビドラマ）
- 原作 - おおひなたごう「目玉焼きの黄身 いつつぶす?」（エンターブレイン）
- 脚本 - 鈴木謙一
- 監督 - 山口雄大
- 主題歌 - NICO Touches the Walls「Funny Side Up!」（キューンレコード）
- エンディングテーマ - 阪本奨悟「自分らしく生きていたい それだけなんだけど」（A-Sketch）
- 漫才ネタ協力 - 永沢たかし（磁石）
- 漫才監修 - おおかわら（鬼ヶ島）、本田あやの（本田兄妹）
- 撮影協力 - 花やしき
- 製作 - 「目玉焼きの黄身 いつつぶす?」製作委員会・毎日放送

### ネット局
| 放送期間                 | 放送日時                     | 放送局          | 放送対象地域 | 備考     |
| ------------------------ | ---------------------------- | --------------- | ------------ | -------- |
| 2017年11月6日 - 11月27日 | 月曜 0:50 - 1:20（日曜深夜） | 毎日放送        | 近畿広域圏   | 製作局   |
| 2017年11月8日 - 11月29日 | 水曜 1:28 - 1:58（火曜深夜） | TBSテレビ       | 関東広域圏   |          |
| 2017年11月9日 - 11月30日 | 木曜 2:00 - 2:30（水曜深夜） | BS12 トゥエルビ | 日本全国     | 衛星放送 |

### 配信
| 配信期間      | 配信・更新時間   | 配信サービス | 対象地域 | 備考 |
| ------------- | ---------------- | ------------ | -------- | ---- |
| 2020年4月22日 | 全話一括配信開始 | U-NEXT       | 日本     |      |

| 毎日放送・TBS ドラマイズム | 毎日放送・TBS ドラマイズム | 毎日放送・TBS ドラマイズム         |
| 前番組                     | 番組名                     | 次番組                             |
| -------------------------- | -------------------------- | ---------------------------------- |
| 恋する香港                 | 目玉焼きの黄身 いつつぶす? | 咲-Saki-阿知賀編 episode of side-A |